# Martinet horus
Apus horus
Espèce
Synonymes
- Cypselus affinis Horus (Protonyme)

Statut de conservation UICN

 LC  : Préoccupation mineure
Le Martinet horus, Apus horus, est une espèce d'oiseaux de la famille des Apodidae (sous-famille des Apodinae).

## Répartition et sous-espèces
Selon le Congrès ornithologique international, cette espèce est répartie en deux sous-espèces :
- Apus horus horus (Heuglin, 1869) — aire dissoute en Afrique subsaharienne ;
- Apus horus fuscobrunneus Brooke, 1971 — sud-ouest de l'Angola.